# Vrede van Nystad

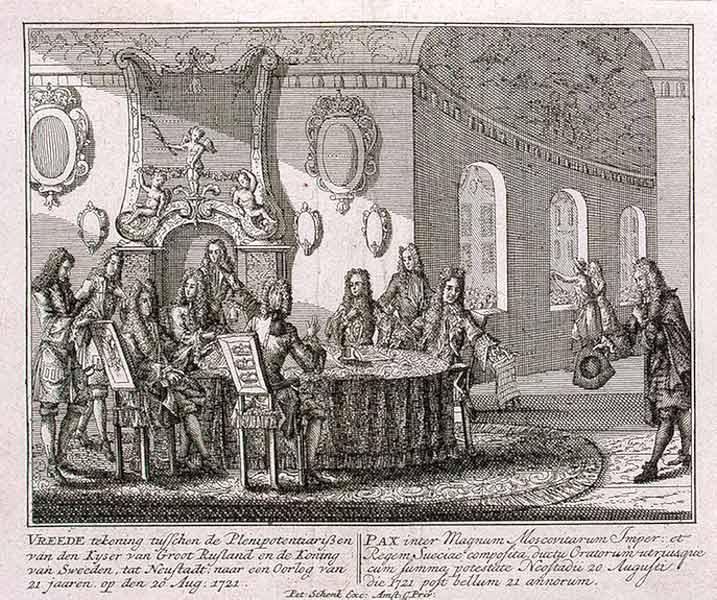
Ondertekening van het Verdrag van Nystad

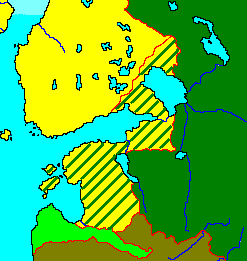
Zweden
Ruslandgearceerd = verworven door het verdrag
Pools-Litouwse Gemenebest
Koerland

De Vrede van Nystad  beëindigde de Grote Noordse Oorlog tussen Rusland en Zweden. Het verdrag werd getekend op 10 september 1721 in Nystad, nu Uusikaupunki in Finland.
Rusland kreeg hierbij Lijfland, Estland, Ingermanland en het Karelische gebied rond Vyborg (Oud-Finland) in handen. Die gebieden zou het twee eeuwen behouden. Zweden verloor ook bijna al zijn bezittingen in Duitsland: alleen een deel van Voor-Pommeren, de stad Wismar en het eiland Rügen bleven behouden.
Met het sluiten van deze vrede werd de status van Rusland als Europese grootmacht bezegeld. Zweden verloor zijn status van regionale grootmacht.

## Artikelen
De overeenkomst bestond uit een preambule en 24 artikelen. Volgens de overeenkomst kreeg Rusland toegang tot de Oostzee en dit was zeer belangrijk voor het land. Finland ging weer over naar Zweedse handen.
De belangrijkste bepalingen van het verdrag:
- De eeuwige vrede tussen de Russische tsaar en de koning van Zweden en hun opvolgers (Art.1);
- Volledige amnestie aan beide kanten, met uitzondering van de kozakken van Ivan Mazepa (Art.2);
- Alle vijandelijkheden staken binnen 14 dagen na de ondertekening van het verdrag (Art.3);
- De Zweden staan voor eeuwig af aan Rusland diverse regio's gelegen aan de Oostzee (Art.4);
- Zweden krijgt Finland terug (art.5);
- Zweden kreeg het recht om elk jaar ter waarde van 50.000 roebel aan graan te kopen in Rusland (art.6);
- De vrijheid om in de onderhavige gebieden het eigen geloof te belijden (Art.10).